# Jan-Åke Schweitz
Jan-Åke Schweitz, född 1 juli 1945, är professor emeritus i materialvetenskap / mikrosystemteknik på institutionen för teknikvetenskaper vid Uppsala universitet. På senare år har Schweitz arbetat med att utveckla teorin för källflödesdriven expansion av universum (dark source flux cosmology). 
Schweitz var en av upphovsmännen till Ångströmlaboratoriet och även initiativtagare till civilingenjörsprogrammet i Teknisk fysik med materialvetenskap. Schweitz är ledamot av Ingenjörsvetenskapsakademien sedan 2003.